# 시나노 (항공모함)
시나노(信濃, 일본어: しなの)는 일본 제국 해군의 항공모함이다. 건조중에 야마토급 전함 3번함을 개장해, 전함을 항공모함으로 설계 변경한 것이다. 1944년, 미완성인 채 회항중에 미 잠수함의 어뢰공격을 받아 한번도 실전에 사용되는 일 없이 침몰한 비운의 항공모함이다.
1955년에 미 해군의 항공 모함인 포레스탈급 항공모함이 등장하기 전까지는, 사상 최대의 배수량을 보유한 항공모함이었다.

## 약력
시나노는 처음에는 야마토급 전함의 3번함으로 계획되어, 1940년 6월에 요코스카 해군 공창에서 건조가 시작되었다, 그러나 인력과 자원문제로 1941년 여름에 건조 대기상태가 되었다, 하지만 일본이 미드웨이 해전에서 끔찍한 패배를 겪은 뒤에, 항공모함으로의 개장이 결정되었다.
개장시 초점은 장갑에 맞춰졌는데, 예를 들어, 갑판장갑은 1000파운드 폭탄에도 견딜 수 있도록 만들어지기 위해 1만7700톤의 강철이 투입되었다. 만재배수량은 7만2000톤이고, 이는 1961년 USS 엔터프라이즈호가 건조될 때까지 가장 큰 항공모함이었다. 시나노는 지원항모로서 설계되었는데, 대규모의 수리공방과 연료저장고를 갖추어, 다른 항공모함의 전투를 지원하는 역할이었다. 그리하여 자체적으로에 배당된 항공기의 양은 얼마 되지 않았으나, 배당되지 않은 여분의 항공기를 타 항공모함의 손실에 대비하여 가지고 있는 구조였다. 최고 속도는 27knots로, 당시 어떤 미국 잠수함의 속도보다도 빨랐다.
시나노는 매우 엄중한 보안속에 건조되었다. 높은 담장이 3면으로 쳐져 있었고, 노동자들은 아예 그 안에 갇혀 살다시피하였다. 단지 배의 이름을 말하는 것만으로도 중대보안위반으로 사형을 당할 수도 있었다. 그 결과, 배는 20세기에 만들어진 대형 전투함 중에서 유일하게 건조 중에 촬영한 공식적인 사진이 없다.
이런 조건 아래서, 시나노는 1944년 10월 5일 진수되었고, 1944년 10월 8일 공식적으로 이름이 부여되었으며, 1944년 11월 11일 시험 항해를 가졌고, 1944년 11월 19일에 취역하였다.
1944년 11월 28일 시나노는 추가장비 설치를 위하여 3척의 구축함의 호위하에 쿠레 항으로 출발하였다. 도시노 아베 함장이 2176명의 사관과 선원들을 지휘하였고, 추가로 300명의 일꾼과 40명의 민간고용원이 타고 있었다. 제독은 공중지원이 없었기 때문에 야간 이동을 계획하였는데, 레이테 해전에서 돌아온 지 얼마 안 되었기 때문에, 함의 수리와 선원들의 휴식이 필요하였던 구축함 함장들과 논쟁이 있었다. 그러나 제독은 항공지원 없는 주간 이동은 재난일 뿐이라고 느끼고 있었다.
해군 본부는 시나노에 대한 기대가 커, 패배로 기울어져 가는 전세를 되돌릴 파도를 일으킬 수 있을 것으로 생각하였다. 그 기대의 반영으로, 아베 함장은 구레항에 도착하였을 때 해군 소장으로 진급하였다. 그러나, 이 배가 출발하여야 할 때가 다 되었지만, 아직 방수 격벽의 검사도 완벽하게 끝나지 않았다. 게다가 700명 정도는 실전경험이 있기는 했으나, 승조원들의 피해대응능력은 미흡하였다. 게다가 12기의 보일러 중 4기는 동작하지 않았다. 함장은 이런 것들이 개선될 때까지 출항을 연기하기를 바랐으나, 미군의 본토공습을 두려워하던 지도부는 이를 반대하였다. 비록 8개의 보일러만 구동되더라도 20knots 정도는 낼 수 있을 것이고, 함장은 이 정도 속력이면 혼슈 남단에서 사냥감을 찾아 방황하는 미군 잠수함들 정도는 떨쳐낼 수 있을 것으로 판단하였다.
시나노는 바다에서 조셉 엔라이트(Joseph F. Enright) 함장의 USS Archer-Fish 잠수함에 발견되기 전까지 몇 시간 동안 바다에 떠 있었다. 당연히 일본측이 훨씬 우월한 화력을 가지고 있음에도 불구하고, 아베 제독은 Archer-Fish는 호위 구축함들을 흩어지게 하기 위한 떡밥이고, 그 뒤에 여러 척의 잠수함이 wolf pack 작전을 위해 숨어있다고 판단하였다. 그 결과 제독은 휘하 구축함 중의 한 척이 잠수함의 공격을 위해 함대를 이탈해 나아가자 도로 불러들였다. 원래 제독은, 배를 구레 항에 안전하게 가져다 놓는 것이 작전의 목적이었기 때문에, 수비적인 편이었는데, 배의 주 기관축 중의 하나가 과열로 사용할 수 없게 되어, 배의 최대 속도가 18knots - 대부분의 미국 잠수함의 속도와 같은 - 로 떨어지게 되자, 더욱 더 수비적이 되었다. wolf pack 작전에 낚이지 않기 위해, 제독은 지그재그 침로로 함을 전진시켰고, 이러다 그만 시나노는 직선주로로 추적해 온 잠수함에게 우현을 노출시키게 되었다.
1944년 11월 29일 03시 17분, USS Archer-Fish는 6발의 어뢰를 발사했는데, 그 중 4발의 얕은 침로를 가진 어뢰가 대 어뢰용 방뢰구역(bulge)와 수선 사이를 뚫고 들어가 시나노의 앞부분에 명중하였다. 배는 가라앉기 시작하였고, 06시 경에 동력을 잃고, 11시 경에는 부력을 잃고 침몰하였다. 아베 함장과 그의 두 항해사를 포함하여 대략 1,400에서 2,500명 정도가 같이 배와 운명을 같이 하였다.
전후 일본에 대한 미국의 해군 기술 임무 분석가들은, 시나노에는 설계 단계부터 문제가 있었다고 결론지었다. 무엇보다도, 선체의 대 포탄용 장갑과 수선 아래의 대 어뢰용 방뢰구역(bulge) 사이의 연결이 형편없이 설계되었다는 점이었다. 잠수함의 어뢰는 모두 이 연결부위를 따라서 폭발하였다. 게다가, 어뢰의 폭발력은 기관실 중 하나의 H형 들보를 밀어내었는데, 밀려난 들보는 두 기관실 사이의 구멍을 내는 초대형 망치가 되어버렸다. 덧붙여서, 방수격벽의 문제도 침몰하는 데 큰 원인이 되었는데, 생존자의 증언에 따르면, 침수가 너무 급격히 진행되었기 때문에 도무지 대응할 수 없었다고 한다. 다른 증언에 따르면 접합부의 리벳이 터져버려 침수가 급격히 진행되었다고 한다.
미국 해군성은 시나노가 출항했을 때에는 존재 자체를 아예 몰랐고, 3번째 야마토급 전함의 존재 정도만 추정하는 정도였다. Archer-Fish호는 처음에는 순양함을 격침시킨 것으로 인정되었다가, 결국 2만8000t급 항공모함을 격침한 전과가 인정되었다. 전후 양측의 기록을 대조해 본 다음에야 미국 사람들은 아처피쉬호가 잡은 것이 7만2000t급 월척이라는 것을 알게 되었다.
시나노는 잠수함에게 격침된 역사상 가장 큰 전투함으로 남아있다.

## 명명
다른 일본 전함들과 마찬가지로 시나노는 옛 일본 지명에서 이름을 가져왔다. 시나노 지역은 현재 나가노현에 위치해 있었다. 카가와 마찬가지로 시나노도 처음 전함에서 항모로 용도변경이 되었음에도 불구하고 이름을 그대로 유지하였다.